# Ascari Cars
Ascari Cars Ltd. (коротко: Ascari ) — британський виробник спортивних автомобілів, розташований у Банбері, Велика Британія. Компанія заснована голландським мільйонером Цвартом Клаасом. Компанія названа на честь  Альберто Аскарі (1918—1955), дворазового чемпіона світу формули-1. Він став першим гонщиком, який завоював титул чемпіона двічі. 

## Продукція

### Дорожні версії
| Рік  | Модель        |
| ---- | ------------- |
| 1995 | Ascari FGT    |
| 1998 | Ascari Ecosse |
| 2003 | Ascari KZ1    |
| 2006 | Ascari A10    |
| 2008 | Ascari KZ1-R  |

### Гоночні версії
| Рік  | Модель          |
| ---- | --------------- |
| 1995 | Ascari FGT      |
| 2000 | Ascari A410     |
| 2003 | Ascari KZR-1    |
| 2005 | Ascari KZ1R GT3 |